# ميخائيل كورنيينكو
ميخائيل كورنيينكو (بالروسية: Корниенко, Михаил Борисович)‏ (و. 1960 – م) هو رائد فضاء، ومهندس من روسيا . ولد في سيزران.

## ريادة الفضاء
شارك في المهمات الفضائية:
- Soyuz TMA-18
- سويوز تي إم إيه-18 إم
- البعثة 44
- البعثة 45
- Soyuz TMA-16M
- البعثة 24
- البعثة 43
- البعثة 23
- البعثة 46 (ISS).

## التعليم
تعلم في Moscow Aviation Institute

## جوائز
حصل على جوائز منها:
- بطل الاتحاد الروسي (وسام).